# Jan Małachowski
Jan Małachowski (Bąkowa Góra, 1623 – Cracovia, 20 agosto 1699) è stato un vescovo cattolico polacco.

## Biografia
È stato un militare ed è entrato nello stato ecclesiastico solo dopo la morte della moglie; cappellano del re Giovanni II Casimiro, è stato referendario della Corona e di canonico di Cracovia.
È stato vescovo di Chełmno dal 1676 al 1681 e poi di Cracovia.
Per conto di Giovanni II Casimiro è stato in missione diplomatica in Francia e nel Brandeburgo.
Ha partecipato all'elezione di Giovanni III Sobieski, di cui ha sottoscritto i pacta conventa, ed è stato vicecancelliere della Corona. Ha poi partecipato all'elezione di Augusto il Forte.

## Genealogia episcopale e successione apostolica
La genealogia episcopale è:
- Cardinale Scipione Rebiba
- Cardinale Giulio Antonio Santori
- Cardinale Girolamo Bernerio, O.P.
- Vescovo Claudio Rangoni
- Arcivescovo Wawrzyniec Gembicki
- Arcivescovo Jan Wężyk
- Vescovo Piotr Gembicki
- Vescovo Jan Gembicki
- Vescovo Bonawentura Madaliński
- Vescovo Jan Małachowski

La successione apostolica è:
- Cardinale Augustyn Michal Stefan Radziejowski (1681)
- Arcivescovo Stanisław Szembek (1690)